# 신영재
신영재(申榮在, 1965년 6월 21일~)은 대한민국의 정치인이다. 민선 8기 강원도 홍천군수이다.
2006년 선거와 2010년 선거에서 당선, 민선 4·5기 홍천군의원(2006~2014)을 지냈다. 이어 2014년 선거에서 강원도의원에 당선되고, 2018년 재선되며 민선 6·7기 강원도의원(2014~2022)을 지냈다. 2022년 제8회 전국동시지방선거 강원도 홍천군수 선거에 출마, 민선 8기 홍천군수에 당선되었다.

## 경력
- 새마을문고중앙회 홍천군지부 회장
- 홍천군 용역심의위원회 위원장
- 대한적십자사 강원도지사 대의원
- 민주평화통일자문회의 자문위원
- 강원도궁도협회 이사
- 홍천군태권도협회 자문위원
- 홍천군복싱연맹 이사
- 한나라당 청년위원회 홍천군지회 회장
- 2006.7~2010.6 제5대 홍천군의회 의원
- 2010.7~2014.6 제6대 홍천군의회 의원
  - 2010.7~2012.6 제6대 홍천군의회 전반기 의장
- 2014.7~2018.6 제9대 강원도의회 의원
- 2018.7 제10대 강원도의회 의원
  - 제10대 강원도의회 전반기 경제건설위원회 위원
- 윤석열대통령취임준비위원회 자문위원
- 2022.7~ 제44대 강원도 홍천군수

## 학력
- 홍천초등학교
- 화촌중학교
- 홍천고등학교
- 경원전문대학
- 한국디지털대학교 정보관리서비스학 학사
- 강원대학교 정보과학행정대학원 행정학 석사과정 수료

## 역대 선거 결과
|  | 16.89% |

|  | 17.87% |

|  | 58.92% |

|  | 53.29% |

|  | 58.83% |